# بني يوسف (بلدية)
بني يوسف أو بني خزار (بالإسبانية: Benejúzar بينيجوزار)‏ هي بلدية تقع في مقاطعة لقنت، جنوب شرق إسبانيا. يبلغ عدد سكانها 5.306 نسمة. تقع البلدية في منطقة قديمة كانت تُسمى عند العرب بمنطقة «بني يوسف».

## أعلام
- فرنسيسكو بيريز

## وصلات خارجية
- الموقع الرسمي (بالإسبانية)